# Cetopsis arcana
Cetopsis arcana är en fiskart som beskrevs av Vari, Ferraris och De Pinna 2005. Cetopsis arcana ingår i släktet Cetopsis och familjen Cetopsidae. Inga underarter finns listade i Catalogue of Life.